# Liolaemus tregenzai
Liolaemus tregenzai — вид ігуаноподібних ящірок родини Liolaemidae. Ендемік Аргентини.

## Поширення й екологія
Liolaemus tregenzai відомі з типової місцевості, що лежить поблизу вулкана Копауе в провінції Неукен, на висоті 2150 м над рівнем моря. Вони живуть у гірських араукарієвих лісах, поблизу струмків. Живляться переважно рослинністю.

## Збереження
МСОП класифікує цей вид як вразливий. Liolaemus tregenzai може загрожувати виверження вулкана.